# Кузьмичёв, Александр Владимирович
Алекса́ндр Влади́мирович Кузьмичёв (род. 23 апреля 1971, Москва) — советский и российский футболист, полузащитник и нападающий. Мастер спорта, тренер 1-й категории.

## Карьера
Воспитанник московской СДЮШОР «Буревестник».
В Высшей лиге чемпионата СССР сыграл за «Торпедо» (Москва) 9 матчей и забил 1 гол. Из-за конфликта с новым главным тренером команды Евгением Скомороховым перешёл в московский «Локомотив».
Летом 1992 года заключил годичный контракт с португальским клубом «Фейренсе». В команде был на ведущих ролях, забив 6 мячей в 31 игре. При этом выступал не только на позиции нападающего, но и в полузащите, а в отдельных играх — в обороне. По окончании сезона руководством было предложено продлить контракт, но с понижением в зарплате. От такого предложения футболист отказался и вернулся в Москву. Вскоре он был заявлен за «Торпедо», где главным тренером был уже Юрий Миронов.
Всего Высшей лиге чемпионата России — 27 матчей, 3 гола.
Участвовал в четырёх играх Кубка УЕФА 1990/1991 и в одной — Кубка УЕФА 1991/1992.
В 1992 году провёл два неофициальных матча за сборную СНГ.
В 2004 году работал помощником главного тренера клуба «Реутов». С 2006 года по 2015 г. — тренер СДЮШОР «Буревестник». В 2016—2018 г. — тренер ЧОУ ЦОС «Локомотив».
С 2019 г. старший тренер СШ «Торпедо».

## Достижения

### Командные
- Победитель Западной зоны Второй лиги: 1997

### Личные
- Лучший бомбардир Западной зоны Второй лиги: 1997 (33 мяча)